# Campionati canadesi di sci alpino 2015
I Campionati canadesi di sci alpino 2015 si sono svolti a Mont-Sainte-Anne e Nakiska dal 24 febbraio al 29 marzo. Il programma ha incluso gare di supergigante, slalom gigante, slalom speciale e combinata, tutte sia maschili sia femminili; tuttavia le gare di combinata sono state annullate.
Trattandosi di competizioni valide anche ai fini del punteggio FIS, vi hanno partecipato anche sciatori di altre federazioni, senza che questo consentisse loro di concorrere al titolo nazionale canadese. 

## Risultati

### Uomini

#### Supergigante
| Pos. | Atleta            | Nazione  | Tempo   |
| ---- | ----------------- | -------- | ------- |
| 1    | Peder Dahlum Eide | Norvegia | 1:09,36 |
| 2    | Brodie Seger      | Canada   | 1:09,78 |
| 3    | Sam Mulligan      | Canada   | 1:10,14 |
| 4    | Anthony Naciuk    | Canada   | 1:10,38 |
| 5    | Riley Seger       | Canada   | 1:10,51 |
| 6    | Jeffrey Bell      | Canada   | 1:10,56 |
| 7    | Lambert Quézel    | Canada   | 1:10,87 |
| 8    | Jake Gougeon      | Canada   | 1:11,08 |
| 9    | Patrick Lynott    | Canada   | 1:11,81 |
| 10   | Takuye Watanabe   | Giappone | 1:11,96 |

Data: 24 febbraio

Località: Nakiska

Ore: 11.00 (UTC-5)

Pista: 

Partenza: 2 255 m s.l.m.

Arrivo: 1 790 m s.l.m.

Dislivello: 465 m

Tracciatore: Richard Jagger

#### Slalom gigante
| Pos. | Atleta               | Nazione | Tempo   |
| ---- | -------------------- | ------- | ------- |
| 1    | David Donaldson      | Canada  | 2:08,38 |
| 2    | Tyler Werry          | Canada  | 2:09,93 |
| 3    | William St-Germain   | Canada  | 2:10,00 |
| 4    | James Crawford       | Canada  | 2:10,44 |
| 5    | Lambert Quézel       | Canada  | 2:10,52 |
| 6    | Ford Swette          | Canada  | 2:10,53 |
| 7    | Brodie Seger         | Canada  | 2:10,60 |
| 8    | Phil Brown           | Canada  | 2:10,65 |
| 9    | Simon-Claude Toutant | Canada  | 2:10,67 |
| 10   | Martin Grasic        | Canada  | 2:10,72 |

Data: 26 marzo

Località: Mont-Sainte-Anne

1ª manche:

Ore: 

Pista: 

Partenza: 615 m s.l.m.

Arrivo: 265 m s.l.m.

Dislivello: 350 m

Tracciatore: John Kucera

2ª manche:

Ore: 

Pista: 

Partenza: 615 m s.l.m.

Arrivo: 265 m s.l.m.

Dislivello: 350 m

Tracciatore: Mathieu Roy

#### Slalom speciale
| Pos. | Atleta              | Nazione | Tempo   |
| ---- | ------------------- | ------- | ------- |
| 1    | Michał Jasiczek     | Polonia | 1:37,84 |
| 2    | Erik Read           | Canada  | 1:38,72 |
| 3    | Julien Cousineau    | Canada  | 1:39,74 |
| 4    | Phil Brown          | Canada  | 1:39,96 |
| 5    | Patrick McConville  | Canada  | 1:39,97 |
| 6    | Broderick Thompson  | Canada  | 1:40,35 |
| 7    | Jeffrey Read        | Canada  | 1:40,79 |
| 8    | Dominic Unterberger | Canada  | 1:40,84 |
| 9    | James Crawford      | Canada  | 1:40,86 |
| 10   | Ford Swette         | Canada  | 1:41,82 |

Data: 28 marzo

Località: Mont-Sainte-Anne

1ª manche:

Ore: 

Pista: 

Partenza: 515 m s.l.m.

Arrivo: 315 m s.l.m.

Dislivello: 200 m

Tracciatore: Johnny Crichton

2ª manche:

Ore: 

Pista: 

Partenza: 515 m s.l.m.

Arrivo: 315 m s.l.m.

Dislivello: 200 m

Tracciatore: Duane Baird

#### Combinata
La gara, originariamente in programma il 26 marzo a Mont-Sainte-Anne, è stata annullata.

### Donne

#### Supergigante
| Pos. | Atleta                | Nazione     | Tempo   |
| ---- | --------------------- | ----------- | ------- |
| 1    | Candace Crawford      | Canada      | 1:10,57 |
| 2    | Mikaela Tommy         | Canada      | 1:12,41 |
| 3    | Rae Swette            | Canada      | 1:12,83 |
| 4    | Alice Merryweather    | Stati Uniti | 1:13,20 |
| 5    | Ali Nullmeyer         | Canada      | 1:13,35 |
| 6    | Élyse Boulanger       | Canada      | 1:13,37 |
| 7    | Alix Wells            | Canada      | 1:14,04 |
| 8    | Stefanie Fleckenstein | Canada      | 1:14,53 |
| 9    | Mia Henry             | Canada      | 1:14,61 |
| 10   | Rebecca Nadler        | Canada      | 1:14,86 |

Data: 24 febbraio

Località: Nakiska

Ore: 9.30 (UTC-5)

Pista: 

Partenza: 2 255 m s.l.m.

Arrivo: 1 790 m s.l.m.

Dislivello: 465 m

Tracciatore: Richard Jagger

#### Slalom gigante
| Pos. | Atleta                 | Nazione | Tempo   |
| ---- | ---------------------- | ------- | ------- |
| 1    | Marie-Pier Préfontaine | Canada  | 2:11,94 |
| 2    | Candace Crawford       | Canada  | 2:13,52 |
| 3    | Erin Mielzynski        | Canada  | 2:13,87 |
| 4    | Valérie Grenier        | Canada  | 2:14,23 |
| 5    | Stephanie Gartner      | Canada  | 2:16,02 |
| 6    | Kelly Moore            | Canada  | 2:16,48 |
| 7    | Stephanie Gould        | Canada  | 2:16,93 |
| 8    | Ève Routhier           | Canada  | 2:17,07 |
| 9    | Hannah Melinchuk       | Canada  | 2:17,99 |
| 10   | Mia Henry              | Canada  | 2:18,20 |

Data: 27 marzo

Località: Mont-Sainte-Anne

1ª manche:

Ore: 

Pista: 

Partenza: 615 m s.l.m.

Arrivo: 265 m s.l.m.

Dislivello: 350 m

Tracciatore: Peter Rybárik

2ª manche:

Ore: 

Pista: 

Partenza: 615 m s.l.m.

Arrivo: 265 m s.l.m.

Dislivello: 350 m

Tracciatore: Martin Durocher

#### Slalom speciale
| Pos. | Atleta           | Nazione | Tempo   |
| ---- | ---------------- | ------- | ------- |
| 1    | Erin Mielzynski  | Canada  | 1:43,80 |
| 2    | Candace Crawford | Canada  | 1:45,86 |
| 3    | Jocelyn McCarthy | Canada  | 1:48,49 |
| 4    | Alexa Dlouhy     | Canada  | 1:48,85 |
| 5    | Elli Terwiel     | Canada  | 1:49,37 |
| 6    | Kate Ryley       | Canada  | 1:49,75 |
| 7    | Ève Routhier     | Canada  | 1:50,38 |
| 8    | Alix Wells       | Canada  | 1:52,77 |
| 9    | Mia Henry        | Canada  | 1:53,46 |
| 10   | Sarah Taylor     | Canada  | 1:54,54 |

Data: 28 marzo

Località: Mont-Sainte-Anne

1ª manche:

Ore: 

Pista: 

Partenza: 515 m s.l.m.

Arrivo: 315 m s.l.m.

Dislivello: 200 m

Tracciatore: Pierre-Luc Dumoulin

2ª manche:

Ore: 

Pista: 

Partenza: 515 m s.l.m.

Arrivo: 315 m s.l.m.

Dislivello: 200 m

Tracciatore: Brett Zagazowski

#### Combinata
La gara, originariamente in programma il 27 marzo a Mont-Sainte-Anne, è stata annullata.